# Associazione Calcio Lecco 1961-1962
Questa voce raccoglie le informazioni riguardanti l'Associazione Calcio Lecco nelle competizioni ufficiali della stagione 1961-1962.

## Stagione
Nella stagione 1961-1962 il Lecco ha disputato il suo secondo torneo di Serie A, con 23 punti in classifica retrocede in Serie B con il Padova e l'Udinese. Lo scudetto è stato vinto dal Milan con 53 punti, per i rossoneri si tratta dell'ottavo titolo di Campioni d'Italia, al secondo posto l'Inter con 48 punti.
La seconda salvezza consecutiva del Lecco non è arrivata, lo scorso anno il grande entusiasmo ha fatto il miracolo, in questa stagione un pizzico di assuefazione ha fatto perdere qualche punto per strada, che alla fine si è rivelato fatale, nel tirare le somme sono quattro i punti che dividono i blucelesti dalla salvezza. Le note liete arrivano dal difensore Antonio Pasinato che disputa una stagione notevole, arricchita da due reti, e del centravanti Beniamino Di Giacomo autore di 14 reti in campionato. In Coppa Italia il Lecco entra al secondo turno ed elimina il Bari, negli Ottavi di Finale elimina il Modena, nei Quarti di finale del trofeo trova l'ostacolo tosto della Juventus, che si impone (3-0) allo Stadio Filadelfia di Torino.

## Rosa
| N. |                   | Ruolo | Calciatore          |
| -- | ----------------- | ----- | ------------------- |
|    | Italia (bandiera) | P     | Eugenio Bruschini   |
|    | Italia (bandiera) | P     | Giuseppe Meraviglia |
|    | Italia (bandiera) | D     | Amos Cardarelli     |
|    | Italia (bandiera) | D     | Vinicio Facca       |
|    | Italia (bandiera) | D     | Ezio Tettamanti     |
|    | Italia (bandiera) | D     | Roberto Veglianetti |
|    | Italia (bandiera) | C     | Francesco Duzioni   |
|    | Italia (bandiera) | C     | Antonio Pasinato    |
|    | Italia (bandiera) | C     | Italo Galbiati      |
|    | Italia (bandiera) | C     | Giovanni Sacchi     |
|    | Italia (bandiera) | C     | Clemente Gotti      |

| N. |                    | Ruolo | Calciatore            |
| -- | ------------------ | ----- | --------------------- |
|    | Italia (bandiera)  | C     | Gianfranco Sarchi     |
|    | Italia (bandiera)  | A     | Beniamino Di Giacomo  |
|    | Svezia (bandiera)  | A     | Bengt Lindskog        |
|    | Italia (bandiera)  | A     | Marco Savioni         |
|    | Brasile (bandiera) | A     | Sergio Clerici        |
|    | Uruguay (bandiera) | A     | Giulio Cesare Abbadie |
|    | Italia (bandiera)  | A     | Gianfranco Sarchi     |
|    | Italia (bandiera)  | A     | Enrico Arienti        |
|    | Italia (bandiera)  | A     | Romano Marinai        |
|    | Italia (bandiera)  | A     | Franco Panza          |
|    | Italia (bandiera)  | A     | Giuseppe Calzolari    |

## Risultati

### Serie A

#### Girone di andata
| Lecco 27 agosto 1961 1ª giornata | Lecco             | 0 – 0 | Padova | Stadio Mario Rigamonti\| Arbitro: \| Roversi (Bologna) \| |
| Arbitro:                         | Roversi (Bologna) |       |        |                                                           |

| Arbitro: | Genel (Trieste) |

|                             |           |                        |
| Di Giacomo 21’ Lindskog 64’ | Marcatori | 29’ (rig.) 53’ Demarco |

| Arbitro: | Angonese (Mestre) |

|                            |           |                               |
| Mora 22’ (rig.) Sivori 53’ | Marcatori | 52’ Di Giacomo 87’ Cardarelli |

| Ferrara 13 settembre 1961 4ª giornata | SPAL               | 0 – 0 | Lecco | Stadio Comunale\| Arbitro: \| Sebastio (Taranto) \| |
| Arbitro:                              | Sebastio (Taranto) |       |       |                                                     |

| Arbitro: | Samani (Trieste) |

|               |           |                     |
| Di Giacomo 8’ | Marcatori | 69’ (aut.) Pasinato |

| Arbitro: | Righi (Milano) |

|                                         |           |  |
| Allemann 26’ Uzzecchini 77’ Mazzero 88’ | Marcatori |  |

| Arbitro: | Grignani (Milano) |

|  |           |             |
|  | Marcatori | 45’ Maschio |

| Arbitro: | Angonese (Mestre) |

|  |           |              |
|  | Marcatori | 55’ Lojacono |

| Arbitro: | Francescon (Padova) |

|                                 |           |  |
| Altafini 11’ Pivatelli 20’, 66’ | Marcatori |  |

| Arbitro: | Di Tonno (Lecce) |

|                                                  |           |              |
| Di Giacomo 6’ Panza 24’, 80’ Lindskog 32’ (rig.) | Marcatori | 67’ Frascoli |

| Vicenza 29 ottobre 1961 11ª giornata | Lanerossi Vicenza | 0 – 0 | Lecco | Stadio Romeo Menti\| Arbitro: \| Roversi (Bologna) \| |
| Arbitro:                             | Roversi (Bologna) |       |       |                                                       |

| Arbitro: | Lo Bello (Siracusa) |

|                                    |           |                   |
| Di Giacomo 29’ Lindskog 49’ (rig.) | Marcatori | 37’ (rig.) Segato |

| Arbitro: | Samani (Trieste) |

|              |           |  |
| Fernando 70’ | Marcatori |  |

| Arbitro: | Genel (Trieste) |

|              |           |  |
| Calvanese 2’ | Marcatori |  |

| Arbitro: | Jonni (Macerata) |

|           |           |                 |
| Gotti 57’ | Marcatori | 29’ Veselinović |

| Arbitro: | Sbardella (Roma) |

|                                |           |  |
| Milani 39’ Marchesi 47’ (rig.) | Marcatori |  |

| Arbitro: | Bonetto (Torino) |

|  |           |             |
|  | Marcatori | 42’ Bettini |

#### Girone di ritorno
| Arbitro: | Adami (Roma) |

|                                |           |                |
| Del Vecchio 11’, 87’ Kölbl 80’ | Marcatori | 20’ Di Giacomo |

| Arbitro: | Sbardella (Roma) |

|           |           |  |
| Perani 8’ | Marcatori |  |

| Arbitro: | Genel (Trieste) |

|                            |           |                       |
| Di Giacomo 42’ Duzioni 85’ | Marcatori | 25’ Mazzia 32’ Nicolè |

| Lecco 14 gennaio 1962 21ª giornata | Lecco               | 0 – 0 | SPAL | Stadio Mario Rigamonti\| Arbitro: \| Lo Bello (Siracusa) \| |
| Arbitro:                           | Lo Bello (Siracusa) |       |      |                                                             |

| Arbitro: | Roversi (Bologna) |

|                     |           |              |
| Law 46’ Bearzot 67’ | Marcatori | 58’ Pasinato |

| Arbitro: | Righi (Milano) |

|               |           |  |
| Di Giacomo 2’ | Marcatori |  |

| Arbitro: | Campanati (Milano) |

|              |           |              |
| Da Costa 38’ | Marcatori | 45’ Pasinato |

| Arbitro: | Bonetto (Torino) |

|                    |           |  |
| Angelillo 14’, 68’ | Marcatori |  |

| Arbitro: | Bonetto (Torino) |

|                            |           |                          |
| Di Giacomo 28’ Abbadie 50’ | Marcatori | 2’ Barison 38’ Pivatelli |

| Arbitro: | Adami (Roma) |

|                                     |           |  |
| Bruno Siciliano 69’ Santisteban 75’ | Marcatori |  |

| Arbitro: | Lo Bello (Siracusa) |

|  |           |                           |
|  | Marcatori | 12’, 29’ Campana 70’ Puia |

| Arbitro: | Gambarotta (Genova) |

|                                        |           |              |
| Rozzoni 26’, 29’, 81’ Canella 70’, 77’ | Marcatori | 31’ Galbiati |

| Arbitro: | Rigato (Mestre) |

|                          |           |              |
| Di Giacomo 17’ Gotti 37’ | Marcatori | 11’ Fernando |

| Arbitro: | Genel (Trieste) |

|                                       |           |            |
| Di Giacomo 21’ (rig.) 79’ Clerici 55’ | Marcatori | 28’ Prenna |

| Arbitro: | Bonetto (Torino) |

|                               |           |             |
| Brighenti 53’ Cucchiaroni 56’ | Marcatori | 86’ Marinai |

| Arbitro: | Adami (Roma) |

|                                 |           |                                 |
| Di Giacomo 24’, 52’ Abbadie 49’ | Marcatori | 25’ (rig.) Milani 66’ Malatrasi |

| Arbitro: | Righetti (Torino) |

|                            |           |  |
| Corso 5’, 51’ Hitchens 88’ | Marcatori |  |

### Coppa Italia
| Arbitro: | Rigato (Mestre) |

|                                  |           |                  |
| Gotti 36’ Panza 60’ Clerici 107’ | Marcatori | 40’, 63’ Virgili |

| Arbitro: | Leita (Udine) |

|                                                |           |             |
| Savioni 2’ Lindskog 35’ (rig.) 45’ Abbadie 52’ | Marcatori | 87’ Giorgis |

| Arbitro: | Adami (Roma) |

|                                      |           |  |
| Nicolè 44’ Charles 47’ Stacchini 77’ | Marcatori |  |

## Statistiche

### Statistiche di squadra
| Competizione | Punti | In casa | In casa | In casa | In casa | In casa | In casa | In trasferta | In trasferta | In trasferta | In trasferta | In trasferta | In trasferta | Totale | Totale | Totale | Totale | Totale | Totale | DR  |
| Competizione | Punti | G       | V       | N       | P       | Gf      | Gs      | G            | V            | N            | P            | Gf           | Gs           | G      | V      | N      | P      | Gf     | Gs     | DR  |
| ------------ | ----- | ------- | ------- | ------- | ------- | ------- | ------- | ------------ | ------------ | ------------ | ------------ | ------------ | ------------ | ------ | ------ | ------ | ------ | ------ | ------ | --- |
| Serie A      | 23    | 17      | 6       | 7       | 4       | 23      | 20      | 17           | 0            | 4            | 13           | 7            | 33           | 34     | 6      | 11     | 17     | 30     | 53     | -23 |
| Coppa Italia |       | 2       | 2       | 0       | 0       | 7       | 3       | 1            | 0            | 0            | 1            | 0            | 3            | 3      | 2      | 0      | 1      | 7      | 6      | +1  |
| Totale       |       | 19      | 8       | 7       | 4       | 30      | 23      | 18           | 0            | 4            | 14           | 7            | 36           | 37     | 8      | 11     | 18     | 37     | 59     | -22 |

### Statistiche dei giocatori
| Giocatore      | Serie A  | Serie A | Coppa Italia | Coppa Italia | Totale   | Totale |
| Giocatore      | Presenze | Reti    | Presenze     | Reti         | Presenze | Reti   |
| -------------- | -------- | ------- | ------------ | ------------ | -------- | ------ |
| G. Abbadie     | 15       | 2       | 2            | 1            | 17       | 3      |
| E. Arienti     | 7        | 0       | -            | -            | 7        | 0      |
| Benetti        | -        | -       | 1            | 0            | 1        | 0      |
| E. Bruschini   | 30       | -45     | 3            | -6           | 33       | -51    |
| G. Calzolari   | 6        | 0       | -            | -            | 6        | 0      |
| A. Cardarelli  | 27       | 1       | 1            | 0            | 28       | 1      |
| S. Clerici     | 20       | 1       | 3            | 1            | 23       | 2      |
| B. Di Giacomo  | 34       | 14      | 1            | 0            | 35       | 14     |
| F. Duzioni     | 34       | 1       | 3            | 0            | 37       | 1      |
| V. Facca       | 25       | 0       | 1            | 0            | 26       | 0      |
| I. Galbiati    | 26       | 1       | 2            | 0            | 28       | 1      |
| C. Gotti       | 29       | 2       | 1            | 1            | 30       | 3      |
| B. Lindskog    | 23       | 3       | 2            | 2            | 25       | 5      |
| R. Marinai     | 6        | 1       | 2            | 0            | 8        | 1      |
| G. Meraviglia  | 4        | -8      | -            | -            | 4        | -8     |
| F. Panza       | 6        | 2       | 1            | 1            | 7        | 3      |
| A. Pasinato    | 32       | 1       | 3            | 0            | 35       | 1      |
| G. Sacchi      | 3        | 0       | 1            | 0            | 4        | 0      |
| G. Sarchi      | 12       | 0       | -            | -            | 12       | 0      |
| Sarti          | -        | -       | 1            | 0            | 1        | 0      |
| M. Savioni     | 21       | 0       | 3            | 1            | 24       | 1      |
| E. Tettamanti  | 14       | 0       | 2            | 0            | 16       | 0      |
| R. Veglianetti | -        | -       | 1            | 0            | 1        | 0      |